# Lament utrapionej Matki Korony Polskiej
Lament utrapionej Matki Korony Polskiej, już konającej, na syny wyrodne, złośliwe i nie dbające na Rodzicielkę swoję – traktat napisany przez ks. Szymona Starowolskiego o charakterze patriotyczno-religijnym. Został wydany bezimiennie ok. 1655.
Upersonifikowana ojczyzna-Polska wypowiada się na temat upadku narodu za pomocą cytatów z proroctw biblijnych. Pomimo opisu klęski, autor zawiera w dziele wiarę w opiekę boską nad Polską i jej możliwość podźwignięcia się z tragedii.
Traktat ten jest jednym z utworów nurtu zapowiadającego poezję mesjanizmu.